# برنامج ليفينغ بلانيت
برنامج حماية الكوكب أو برنامج حماية الأرض (LPP) (بالإنجليزية: Living Planet Programme)‏ هو برنامج ضمن وكالة الفضاء الأوروبية التي تديرها مديرية برامج رصد الأرض، وتتألف هذه الخطة من فئتين من بعثات رصد الأرض، بما في ذلك بعثات بحثية تعرف باسم مستكشفي الأرض، وفئة مراقبة الأرض التابعة للبعثات التي تهدف إلى تطوير التطبيقات التشغيلية المساندة مثل التنبؤ العددي بالطقس أو إدارة الموارد.